# Комбинат газеты «Правда»
Комбина́т газе́ты «Пра́вда» — здание в Москве, между Садовым кольцом и ТТК, по адресу ул. Правды, дом № 24.

## История
Комбинат был построен для выпуска газеты «Правда».
В советские времена в здании располагались редакции газет «Правда», «Комсомольская правда», «Советская Россия», «Сельская жизнь».

### Пожар
13 февраля 2006 г. в здании произошёл крупный пожар. Причиной стала перегрузка устаревшей электросети современным отопительным оборудованием. Длительное тушение на морозе привело к обледенению здания, не менее опасному для памятника, чем огонь. Здание выгорело практически полностью с 3-го по 8-й этажи. Часть перекрытий рухнули. При пожаре погибла женщина, пострадали 4 человека в том числе 2 пожарных. 

### После пожара
После пожара 13 февраля 2006 г. здание выведено из эксплуатации.  С тех пор здание пустует. Состояние несущих конструкций за десять лет не было исследовано должным образом. Собственник здания, ФГУП «Пресса», провел конкурс на проект реставрации, в котором победил «Моспроект-3». Но проект так и не был разработан в полном объеме, реставрация не началась. В апреле 2017 г. был вынесен на общественное обсуждение Акт государственной историко-культурной экспертизы проектной документации по приспособлению к современному использованию части помещений, расположенных в ОКН регионального значения «Здание комбината газеты „Правда“, 1931—1937 гг., арх. Голосов П.А.» по адресу: ул. Правды, д. 24, стр. 2. По результатам общественного обсуждения было выражено несогласие с выводами заключения ГИКЭ и отказано в согласовании проектной документации. В мае 2017 г. акт ГИКЭ  был вынесен на общественное обсуждение (повторно), дата завершения обсуждения — 21.06.2017; решение Мосгорнаследия по результатам — согласие с выводами заключения ГИКЭ и согласование проектной документации. В апреле 2018 года приказом Мосгорнаследия утверждено охранное обязательство собственника или иного законного владельца ОКН, предмет охраны и границы территории памятника.

## Архитектура
Извне стороннему наблюдателю фактически видна только редакционная часть; на самом же деле, здание занимает целый квартал.

### Здание издательства
Здание Комбината газеты «Правда» (Москва, ул. Правды, д. 24), было построено в 1929—1935 гг. в стиле конструктивизма, целевое направление функционализм, по проекту архитектора П. А. Голосова. Здание, лаконичное по архитектуре, построено на сочетании огромного и высокого прямоугольного блока 8-этажного редакционно-издательского корпуса и пониженного производственного. Это классический памятник архитектуры и одно из крупнейших промышленных зданий Европы. Ленточные окна, закругленный козырек вестибюля и балконы — капитанские мостики создают динамичный «корабельный» образ, любимый архитекторами авангарда.
В 1987 г. это здание получило статус памятника архитектуры регионального значения.

## Снос и дальнейшая судьба
В 2017 году начался снос нескольких корпусов комбината «Правда». Корпуса №2 и №3, признанные памятниками архитектуры, сохранили и начали реставрацию. На территории комбината в конце 2020 года началось строительство жилого комплекса. 

## Публикации
- Из записки П.А. Голосова председателю комиссии по техническому осмотру здания комбината «Правда» в Москве от 17 ноября  1936 г., поданной им в связи с грубым искажением его проекта, выявившимся в ходе строительства

Архивировано из первоисточника 23.03.2017 (archive.is)
Архивировано из первоисточника 23.03.2017 (webcitation.org)